# Győrvár, Vas
Győrvár  este un sat în districtul Vasvár, județul Vas, Ungaria, având o populație de 660 de locuitori (2011). 

## Demografie
Componența etnică a satului Győrvár
     Maghiari (92,96%)
     Romi (5,01%)
     Necunoscut (1,1%)
     Germani (0,94%)
     Alții (1,1%)
Componența confesională a satului Győrvár
     Romano-catolici (80,61%)
     Fără religie (2,58%)
     Reformați (1,06%)
     Necunoscută (14,55%)
     Alte religii (1,21%)
Conform recensământului din 2011, satul Győrvár avea 660 de locuitori. Din punct de vedere etnic, majoritatea locuitorilor (92,96%) erau maghiari, cu o minoritate de romi (5,01%). Apartenența etnică nu este cunoscută în cazul a 1,1% din locuitori.  Din punct de vedere confesional, majoritatea locuitorilor (80,61%) erau romano-catolici, existând și minorități de persoane fără religie (2,58%) și reformați (1,06%). Pentru 14,55% din locuitori nu este cunoscută apartenența confesională.